# NGC 1034
NGC 1034 est une galaxie irrégulière naine située dans la constellation de la Baleine. NGC 1034 a été découverte par l'astronome américain Francis Leavenworth en 1866.

## Caractéristiques
Sa vitesse par rapport au fond diffus cosmologique est de 1 255 ± 18 km/s, ce qui correspond à une distance de Hubble de 18,5 ± 1,3 Mpc (∼60,3 millions d'al).
NGC 1034 présente une large raie HI et elle renferme des régions d'hydrogène ionisé.